# Alfredo Pérez Gómez
Alfredo Pérez Gómez (Madrid, Comunidad de Madrid, 12 de junio de 1949) es un ex baloncestista español. Con 1.91 de estatura, jugaba en la posición de alero. Leyenda viva del baloncesto lucense, es uno de los pocos jugadores españoles en ser el máximo anotador en la Liga Nacional o ACB, llegándolo a ser durante dos temporadas, más de 30 años después repetirían tal distinción Juan Carlos Navarro en la temporada 2006-2007 y Rudy Fernández en la 2007-2008.
Es padre de Borja Pérez, también jugador profesional de baloncesto.

## Trayectoria
Alfredo Pérez comenzó a jugar en el Colegio Buen Consejo, de Madrid, después formaría parte del Vallehermoso del castizo barrio de Chamberí. El equipo terminó la temporada en penúltima posición, teniendo que jugar el Play Off de permanencia con el Bosco de La Coruña, siendo su equipo derrotado. Durante la eliminatoria llama la atención de los directivos coruñeses, que lo fichan para temporada siguiente. En la temporada que juega en La Coruña, el equipo desciende, y luego ficha por el Mataró, donde no acaba de encajar, volviendo a Galicia para jugar en el equipo que marcaría su carrera, el histórico Breogán Lugo.
En su primera temporada en tierras lucense consigue ser el máximo anotador de la competición con 589 puntos, lo que suponía una media de 27 por partido. Repitió dos temporadas después, con 705 puntos y 23.5 de media. Pérez seguiría en Lugo hasta el año 1977. Su última temporada en activo sería en Vigo, retirándose con únicamente 30 años.

## Equipos
- Vallehermoso Madrid (1967–1968)
- Bosco Coruña (1968–1969)
- Mataró (1969–1970)
- Breogán (1970–1977)
- Bosco Vigo (1977–1978)